# Альберто Тоскано
Альберто Тоскано (англ. Alberto Toscano, нар. 1 січня 1977) — британський культурний критик, соціальний теоретик, філософ і перекладач, відомий у англомовному світі своїми перекладами праць Алена Бадью. Викладає соціальну теорію на кафедрі соціології Університету Голдсмітс у Лондоні. Є членом редколегії часопису Historical Materialism. Його праці присвячені темам генеалогії концепції фанатизму, дослідженням збереження ідеї комунізму в сучасній думці тощо.
Знімався у фільмі «Маркс: Перезавантаження».

### Книжки
- Theatre of Production: Philosophy and Individuation between Kant and Deleuze, Basingstoke: Palgrave, 2006. ISBN 1403997802
- Fanaticism: The Uses of an Idea, New York: Verso, 2010. ISBN 9781844674244

### Переклади українською
- Переосмислюючи Маркса і релігію [Архівовано 29 липня 2016 у Wayback Machine.] // Спільне. — 2014. — № 8: Релігія: між експлуатацією і емансипацією.